# リベリア人民党
リベリア人民党（リベリアの人民の党、Liberian People's Party、略称:LPP）は、リベリアの政党。 
2005年10月11日に行われた総選挙（Liberia elections, 2005）では、統一人民党とともに政党連合「平和民主同盟」（APD）を結成して臨んだ。
1997年7月19日に行われた総選挙（Liberia elections, 1997）では、人民党は、大統領にトバ＝ナー・ティポテが立候補したが、得票率1.61パーセントに終わった。また、下院（House of Representatives）は1議席を獲得したものの、上院（Senate）では議席を得ることはできなかった。
リベリア人民党は左翼汎アフリカ政治団体、アフリカ正義運動（アフリカ正義希求運動、Movement for Justice in Africa、MOJA）の選挙機関でもある。